# 井上裕介 (バスケットボール)
井上 裕介（いのうえ ゆうすけ、1982年9月7日 - ）は滋賀県出身の元プロバスケットボール選手、指導者である。身長194cm、体重100kgで、ポジションはフォワード。Bリーグのファイティングイーグルス名古屋に在籍している。

## 来歴
洛南高校で全国大会に出場し、アジアジュニア選手権の代表にも選ばれる。2年後輩には竹内公輔・譲次兄弟がいる。
筑波大学では同期の瀬戸山京介らとともに関東大学1部昇格、リーグ優勝に貢献。インカレにも出場した。
卒業後、黒田電気に入社。
2009年、大阪エヴェッサにドラフト外で入団。
2010年、京都ハンナリーズへ移籍。1シーズンで退団。
2012年、地元の滋賀レイクスターズへ入団。

## 日本代表歴
- 2000年アジアジュニア選手権